# 蘭道夫 (新罕布什爾州)
蘭道夫（英語：Randolph）是一個位於美國新罕布什爾州庫斯縣的鎮。

## 人口
根據2020年美國人口普查的數據，蘭道夫的面積為122.00平方千米，當中陸地面積為121.80平方千米，而水域面積為0.20平方千米。當地共有人口328人，而人口密度為每平方千米3人。